# Nikola Kašiković
Nikola Kašiković (Sarajevo, 4. prosinca 1861. — Sarajevo, 22. svibnja 1927.), bosanskohercegovački je publicista srpskog porijetla, urednik i vlasnik književnog lista Bosanska vila, te sakupljač srpskih narodnih umotvorina.

## Životopis
Nikola Kašiković je rođen u Sarajevu 1861. godine u tadašnjem Osmanskom Carstvu. U Sarajevu je završio Srpsku nižu gimnaziju, a nakon toga Srpsku učiteljsku školu u Somboru 1884. godine. Nakon završene Srpske učiteljske škole, radi kao učitelj Srpske škole u Sarajevu. Sarađivao je u dječjem listu Golub, koji je objavljivao pjesme i srpske narodne umotvorine. Bio je i suradnik srpskog književnog lista Javor, koga je osnovao Jovan Jovanović Zmaj. Kao član Učitenjskog zbora Srpske škole u Sarajevu, zajedno sa Nikolom Šumonjom, Božidarom Nikašinovićem i Stevom Kaluđerčićem 19. listopada 1885. godine je bio osnivač srpskog književnog lista Bosanska vila. Krajem 1891. godine "po savjetu srpskih književnika" napušta učiteljsku službu i potpuno se posvećuje vođenju i uređivanju časopisa Bosanska vila. Kašiković je bio treći urednik Bosanske vile, a na toj poziciji je bio od travnja 1887. godine do 15. lipnja 1914. godine. Nikola Kašiković je 1906. godine postao član Srpske novinarske udruge sa sjedištem u Beogradu. Bio je jedan od osnivača i predsjednik Srpskog pjevačkog društva Sloga, utemeljitelj i član SPKD Provjeta.
Pored uredništva, pisao je radove o književnom i kulturnom životu, a kao najveći uspjeh mu se pripisuje prikupljanje srpskih narodnih umotvorina, predanja, vjerovanja i narodne poezije.
Nikola Kašiković je bio vlasnik Bosanske vile od 1889, pa do prestanka rada Vile 1914. godine, kada su je austrougarske vlasti zabranile.
Austrougarske vlasti su u toku Prvog svjetskog rata zatvorile Kašikovića i njegovu obitelj. Nakon što je Austro-Ugarska okupirala Kraljevinu Srbiju, početkom 1916. godine su u Beogradu u stanu profesora Milorada Pavlovića Krpe pronađena pisma Nikole Kašikovića. Prema austrougarskim izvješćima, Kašikovićeva pisma su bila kompromitujuća i vojne sadržine o kretanju austrougarske vojske. Austrougarske vlasti su na osnovu ovih pisama 9. ožujka 1917. godine osudile Nikolu Kašikovića na deset godina robije, a nakon toga i njegovu ženu i sina. Njegova žena Stoja i sin Predrag su osuđeni na smrt 12. siječnja 1918. godine, tako što će majka da gleda kako joj sina vješaju. Kasnije su pomilovani na deset godina robije.
Nakon završetka Prvog svjetskog rata, Kašiković nije uspio da obnovi list. Zbog svojih prilika se zaposlio kao učitelj u jednoj osnovnoj školi u Sarajevu. Radio je kao učitelj do 1924. godine kada je otišao u mirovinu. Spremao je zbirku srpskih narodnih umotvorina, a objavio je jednu knjigu pod naslovim Narodno blago. Preminuo je 22. svibnja 1927. godine u Sarajevu.

## Nagrade
- Orden svetog Save III. stupnja dobiven od kralja Petra I. Karađorđevića
- Bijeli Orao V. stupnja dobiven od kralja Petra I. Karađorđevića
- Orden knjaza Danila III. stupnja od crnogorskog knjaza/kralja Nikole I. Petrovića Njegoša
- Orden Sv. Ane III stupnja od ruskog cara Nikole I.
- Križ Milosrđa

## Djela
- Narodno blago (Sarajevo, 1927.)

## Vanjske povezice
- Digitalna Narodna i univerzitetska biblioteka Republike Srpske: Nikola Kašiković[neaktivna poveznica]